# Ryō Miyake
Ryō Miyake, född den 24 december 1990 i Ichikawa, Japan, är en japansk fäktare som tog OS-silver i herrarnas lagtävling i florett i samband med de olympiska fäktningstävlingarna 2012 i London.